# 대한민국 헌법 제43조
대한민국 헌법 제43조는 대한민국 헌법의 조항이다. 국회의원의 겸직 제한에 대해서 서술하고 있다. 국회의원의 국익우선 의무를 제도적으로 담보하기 위한 장치이다. 미국 헌법과 일본헌법, 프랑스 헌법 규정에 비해 비교적 완화된 형태로 규정되어 있다.

## 본문
국회의원은 법률이 정하는 직을 겸할 수 없다.

## 내용
대한민국 국회법 제29조 제1항에 의하면, "국회의원은 국무총리 또는 국무위원의 직 이외의 다른 직을 겸할 수 없다. 다만, 다음 각 호의 어느 하나에 해당하는 경우에는 그러하지 아니하다"고 규정되어 있다. 즉 국무총리 또는 국무위원(장관직)은 맡을 수 있다.
- 공익 목적의 명예직
- 다른 법률에서 의원이 임명·위촉되도록 정한 직
- 정당법에 따른 정당의 직

## 참고문헌
- 심경수. (2020). 국회의원과 국무위원 겸직에 관한 헌법적 고찰 - 헌법 제43조와 국회법 제29조 제1항을 중심으로 -. 법학연구, 31(1), 129-162.

## 같이 보기
- 대한민국 헌법 제3장
- 대한민국 국회